# 纳莱克
纳莱克，是西班牙加泰罗尼亚莱里达省的一个市镇。 总面积10平方公里，总人口101人（2001年），人口密度10人/平方公里。